# Mons-en-Laonnois
Mons-en-Laonnois település Franciaországban, Aisne megyében. Lakosainak száma 1148 fő (2022. január 1.). Mons-en-Laonnois Bourguignon-sous-Montbavin, Chivy-lès-Étouvelles, Clacy-et-Thierret, Laniscourt, Montbavin és Vaucelles-et-Beffecourt községekkel határos.

## Népesség
A település népessége az elmúlt években az alábbi módon változott:
| Lakosok száma | 987  | 973  | 999  | 1064 | 1213 | 1195 | 1152 | 1154 | 1151 | 1148 |
|               | 1968 | 1982 | 1990 | 2006 | 2013 | 2015 | 2017 | 2019 | 2020 | 2022 |